# Capella de Sant Ciriac
La Capella de Sant Ciriac és un edifici d'Eivissa construït el 1754 situat al carrer Major, un carrer anomenat popularment carrer de Sant Ciriac. La capella té a veure amb els fets del 8 d'agost del 1235, el dia que Eivissa passà a mans catalanes i per això té un paper important en les celebracions de la Diada d'Eivissa.
La capella està dedicada a Ciriac, un dels cristians que l'emperador Dioclesià l'any 298 va utilitzar per construir les termes de Dioclesià, on actualment hi ha Santa Maria dels Àngels i dels Màrtirs a la plaça de la República de Roma. A la capella es veu l'inici d'un possible passadís secret on el 1235 haurien entrat els soldats cristians guiats per un germà ressentit del xeic musulmà. Sant Ciriac és patró de la ciutat des del 1650. La mort de Ciriac i la conquesta d'Eivissa estan separats per un miler d'anys, però ambdós es commemoren el 8 d'agost. Per això el dia 8 d'agost de cada any se celebra una missa a la Catedral d'Eivissa i una processó que s'atura davant la capella del sant abans de seguir fins al monument de Guillem de Montgrí.
Hi ha la tradició de llançar monedes en l'arc esbossat per demanar bona sort.